# Overdose (canción)
«Overdose» (en hangul, 중독; en hanja, 上瘾) es una canción grabada por el grupo sino-coreano EXO, lanzada como sencillo principal del EP homónimo el 7 de mayo de 2014.

## Composición y lanzamiento
Producido por The Underdogs, «Overdose» se describe como una canción de pop urbano con ritmos de hip-hop, ganchos de R&B y ritmos electrónicos con letras que hablan sobre la sensación de estar sufriendo una sobredosis de drogas de un medicamento dulce como una metáfora que describe la intensa adicción de un hombre al amor. La canción fue lanzada el 7 de mayo de 2014, junto con un EP del mismo nombre.

## Videoclip
Los vídeos musicales en las versiones en coreano y mandarín de la canción fueron lanzados un día antes, el 6 de mayo de 2014. El video muestra a los integrantes atrapados en un laberinto mientras realizan la coreografía de «Overdose» en distintas escenas. La versión coreana fue el segundo vídeo K-pop más visto en YouTube en 2014, después de haber superado las 2.5 millones de visitas en sus primeras 24 horas de lanzamiento. Desde entonces, el vídeo ha alcanzado más de 200 millones de visitas.

## Promoción
Debido al Naufragio del Sewol en Corea del Sur, EXO-K pospuso su regreso al escenario hasta el 11 de abril. EXO-M comenzó las promociones actuando en Global Chinese Music ocho días después.

## Éxito comercial
La canción debutó en el segundo puesto de Gaon Digital Chart y en World Digital Songs de Billboard.

## Posicionamiento en listas
| Lista (2014)                       | Mejor posición |
| ---------------------------------- | -------------- |
| Corea del Sur (Gaon)               | 2              |
| US World Digital Songs (Billboard) | 2              |

| Lista (2014)         | Mejor posición |
| -------------------- | -------------- |
| Corea del Sur (Gaon) | 2              |

| Lista (2014)         | Mejor posición |
| -------------------- | -------------- |
| Corea del Sur (Gaon) | 18             |

## Ventas
| País                 | Ventas     |
| -------------------- | ---------- |
| Corea del Sur (Gaon) | 1 168 390+ |

## Premios y nominaciones
| Año  | Premios                 | Categoría                  | Resultado | Ref           |
| ---- | ----------------------- | -------------------------- | --------- | ------------- |
| 2014 | Mnet Asian Music Awards | UnionPay – Canción del año | Nominada  | [ 14 ] [ 15 ] |
| 2014 | Miguhui Awards          | Mejor actuación            | Nominada  | [ 16 ]        |
| 2015 | Golden Disc Awards      | Bonsang digital            | Ganadora  | [ 17 ]        |

### Victorias musicales
| Programa                  | Fecha              | Ref    |
| ------------------------- | ------------------ | ------ |
| Show Champion (MBC Music) | 14 de mayo de 2014 | [ 18 ] |
| M! Countdown (Mnet)       | 15 de mayo de 2014 | [ 19 ] |
| M! Countdown (Mnet)       | 22 de mayo de 2014 | [ 20 ] |
| Music Bank (KBS)          | 31 de mayo de 2014 |        |
| Show! Music Core (MBC     | 17 de mayo de 2014 | [ 21 ] |
| Show! Music Core (MBC     | 24 de mayo de 2014 | [ 22 ] |
| Inkigayo (SBS)            | 18 de mayo de 2014 | [ 23 ] |
| Inkigayo (SBS)            | 25 de mayo de 2014 | [ 24 ] |
| Inkigayo (SBS)            | 1 de junio de 2014 | [ 25 ] |
| Global Chinese Music      | 10 de mayo de 2014 | [ 26 ] |
| Global Chinese Music      | 17 de mayo de 2014 | [ 27 ] |